# Michael Sarrazin
Jacques Michel Andre Sarrazin, ficou famoso como Michael Sarrazin (Quebec City, 22 de maio de 1940 – Montreal, 17 de abril de 2011) foi um ator canadense.
Consagrado por sua atuação em They Shoot Horses, Don't They? de 1969, participou de vários produções cinematográficas durante sua carreira.

## Filmografia
- Gunfight in Abilene - (1967)
- The Flim-Flam Man - (1967)
- Journey to Shiloh - (1968)
- The Sweet Ride - (1968)
- In Search of Gregory - (1969)
- They Shoot Horses, Don't They? - (1969)
- Sometimes a Great Notion - (1971)
- Believe in Me - (1971)
- The Pursuit of Happiness - (1971)
- The Life and Times of Judge Roy Bean - (1972)
- The Groundstar Conspiracy - (1972)
- Harry in Your Pocket - (1973)
- Frankenstein: The True Story - (1973)
- For Pete's Sake - (1974)
- The Reincarnation of Peter Proud - (1975)
- The Gumball Rally - (1976)
- Caravans - (1978)
- The Loves and times of Scaramouche - (1976)
- Deadly Companion - (1980)
- The Seduction - (1982)
- Joshua Then and Now - (1985)
- Captive Hearts - (1987)
- La Florida - (1993)
- Bullet to Beijing - (1995)
- Midnight in St Petersburg - (1996)
- The Peacekeeper - (1997)
- The Second Arrival - (1998)